# Fuligo candida

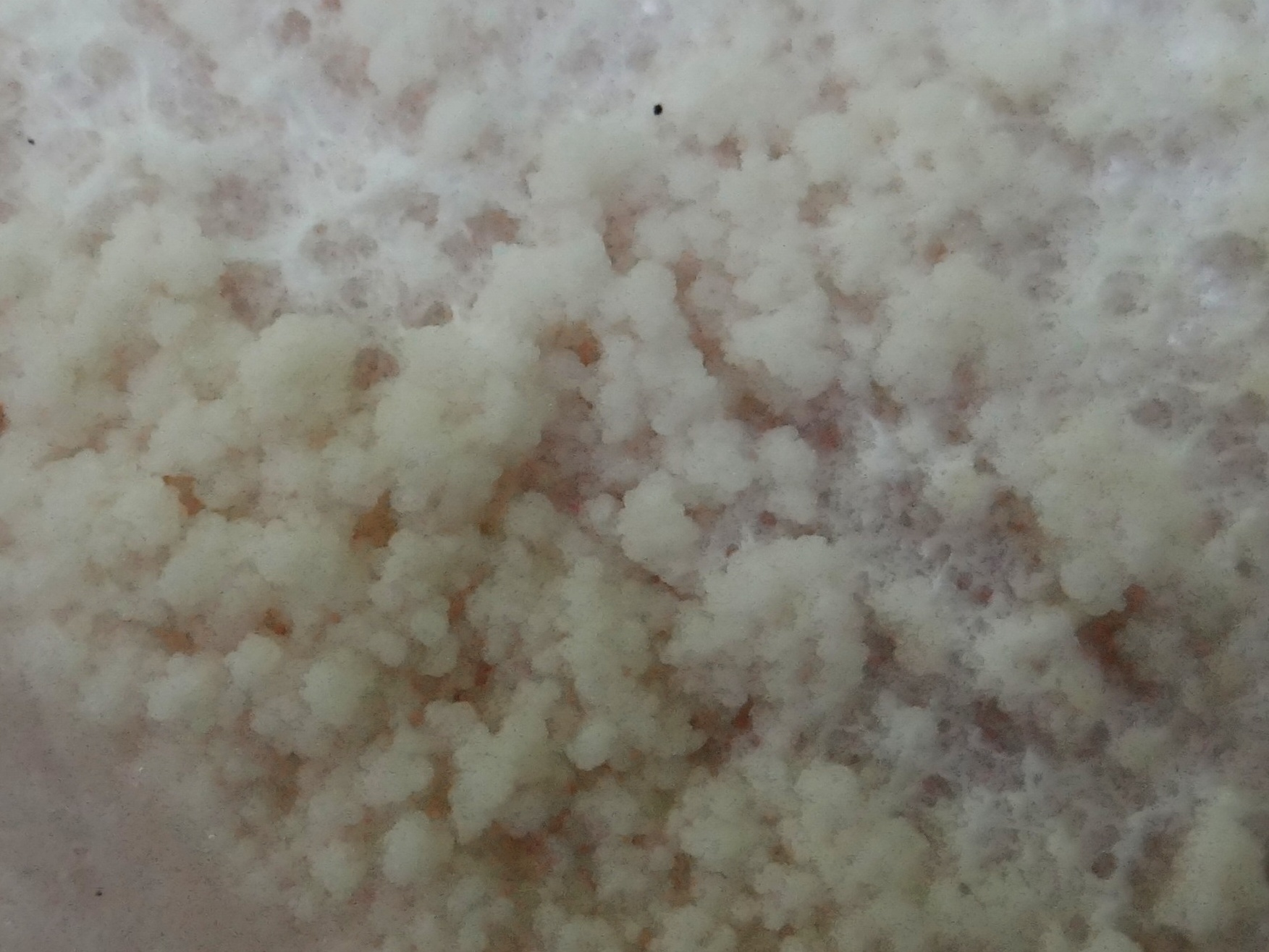

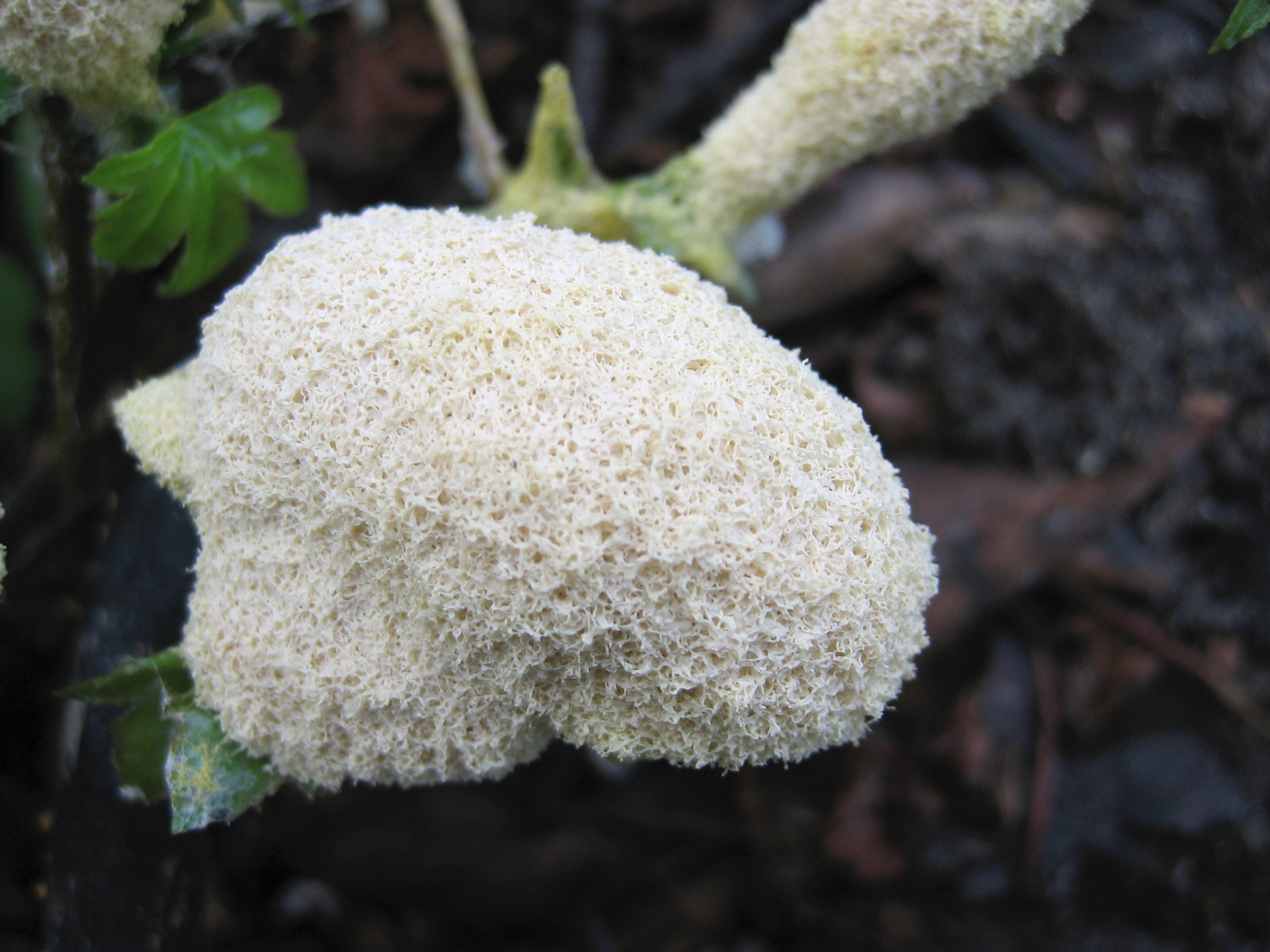

Fuligo candida Pers. – gatunek śluzowców.

## Systematyka i nazewnictwo
Pozycja w klasyfikacji według Index Fungorum: Physaridae, Physarida, Columellinia, Myxogastrea, Mycetozoa, Amoebozoa, Protozoa.
Synonimy:
- Aethalium candidum (Pers.) Schltdl. 1827
- Fuligo septica f. candida (Pers.) Meyl. 1924
- Fuligo septica var. candida (Pers.) R.E. Fr. 1912[3].

## Morfologia
Fuligo candida od bardzo podobnego gatunku wykwitu piankowatego (Fuligo septica) różni się głównie brakiem żółtego barwnika, stąd też jego plazmodium jest białe.
Tworzy śluzowate, bezkształtne plazmodium, które nie zawiera chlorofilu i nie posiada błon cytoplazmatycznych. Z zewnątrz okryte jest cienką warstewką śluzu i hialoplazmy, w środku znajduje się płynna cytoplazma z ziarnistościami. Plazmodium osiąga średnicę 3–10 cm. Ściśle przylega do podłoża. Z czasem ulega zwapnieniu, twardnieje i zmienia barwę na czerwonawą lub brązowawą.
Zarodnie posiadają zwapniałą ścianę. Jest w nich włośnia złożona z wielokrotnie rozgałęzionych nitek, zawierających żółte, wrzecionowate wapniaczki. Zarodniki brudnofioletowe, prawie gładkie lub delikatnie brodawkowane, o średnicy 7 – 10 μm.

## Występowanie i siedlisko
Gatunek szeroko rozprzestrzeniony. Stwierdzono jego występowanie w Ameryce Północnej, Europie, Azji, Australii.
Podobnie, jak Fuligo septica rośnie na martwych pniakach, pniach drzew, opadłych liściach i innych resztkach roślinnych, ale może rosnąć również na żywych roślinach. Fuligo candida występuje jednak dużo rzadziej, niż Fuligo septica.